# 阿里奥堡
阿里奥堡（義大利語：Castel d'Ario），是意大利曼托瓦省的一个市镇。总面积22平方公里，人口4903人，人口密度222.9人/平方公里（2009年）。国家统计（ISTAT）代码为020014。